# 靠爸族
，形容一些人的成功來自於倚靠家中長輩，職場上也有靠爸族獲得比一般人更多的工作機會，也指倚靠父亲等亲属的势力取得庇护或开后门，成為網路新興名詞。

## 臺灣
在台灣，因為歌手劉子千（章立衡）因他的父親是資深音樂人劉家昌的特殊關係而一夕爆紅，意外熱烈掀發社會各界討論「靠爸族」的話題，使「靠爸族」成為網路熱門詞彙。

## 香港
在香港，因為星島新聞集團聯席主席蔡加讚在《東周刊》一篇題為《成功需苦幹 蔡加讚》的專訪中談及成功之道，但其實際情況是得到父親蔡志明出巨資做生意才賺得微利，而廣東話裡「苦」與「父」僅聲調不同，被網民譏為「成功需父幹」，以諷刺其成功實為依靠父親的力量。此後一些因家中長輩經濟支持而成功的人稱為「父幹」。

## 現象
利用父母或長輩的職務或關係進行關說，或因為父母或長輩給予經濟支持，使擁有之比他人擁有更多機會或使用特權關說，此舉容易引起民憤，因為社會潛規則使得正當競爭、正當努力、正當程序、正當制度失去了意義。
當裙帶關係成為普遍現象，容易造成根深柢固的結構性社會不平等、制度不公、階級固化、社會流動性低、失去公平競爭、社會歸屬感低，使部分年輕人感到絕望、徒勞、消極，甚至“躺平”（放棄上進，無為而活）。

## 反響
2012年7月30日，民視綜藝節目《豬哥會社》主持人余天被問，是否因擔憂外界又將他兒女封為「靠爸族」而未找兒女上該節目，他不悅：「我一直不認同這句話。兒女不靠爸要靠誰？王文洋不是也靠爸嗎？」

## 参看
- 我爸是李剛
- 四大名爹
- 蕭明禮
- 網絡語言
- 特權階級
- 富家子弟
- 世襲貧窮
- 裙帶關係
- 蔭襲

## 外部連結
- 也想當[]
- 職場現形　上班族2成2有後台
- 你是？6成2上班族希望有靠山
- 若有得靠 近9成上班族靠關係求職[永久]
- 職場2成2有後台 　自評74分 外人僅給52分 　不想靠父親 他選擇開雞排店[永久]